# Diócesis de Santo André
La diócesis de Santo André (en latín: Dioecesis Sancti Andreae in Brasilia y en portugués: Diocese de Santo André) es una circunscripción eclesiástica latina de la Iglesia católica en Brasil, sufragánea de la arquidiócesis de San Pablo. La diócesis tiene al obispo Pedro Carlos Cipolini como su ordinario desde el 27 de mayo de 2015. 

## Territorio y organización

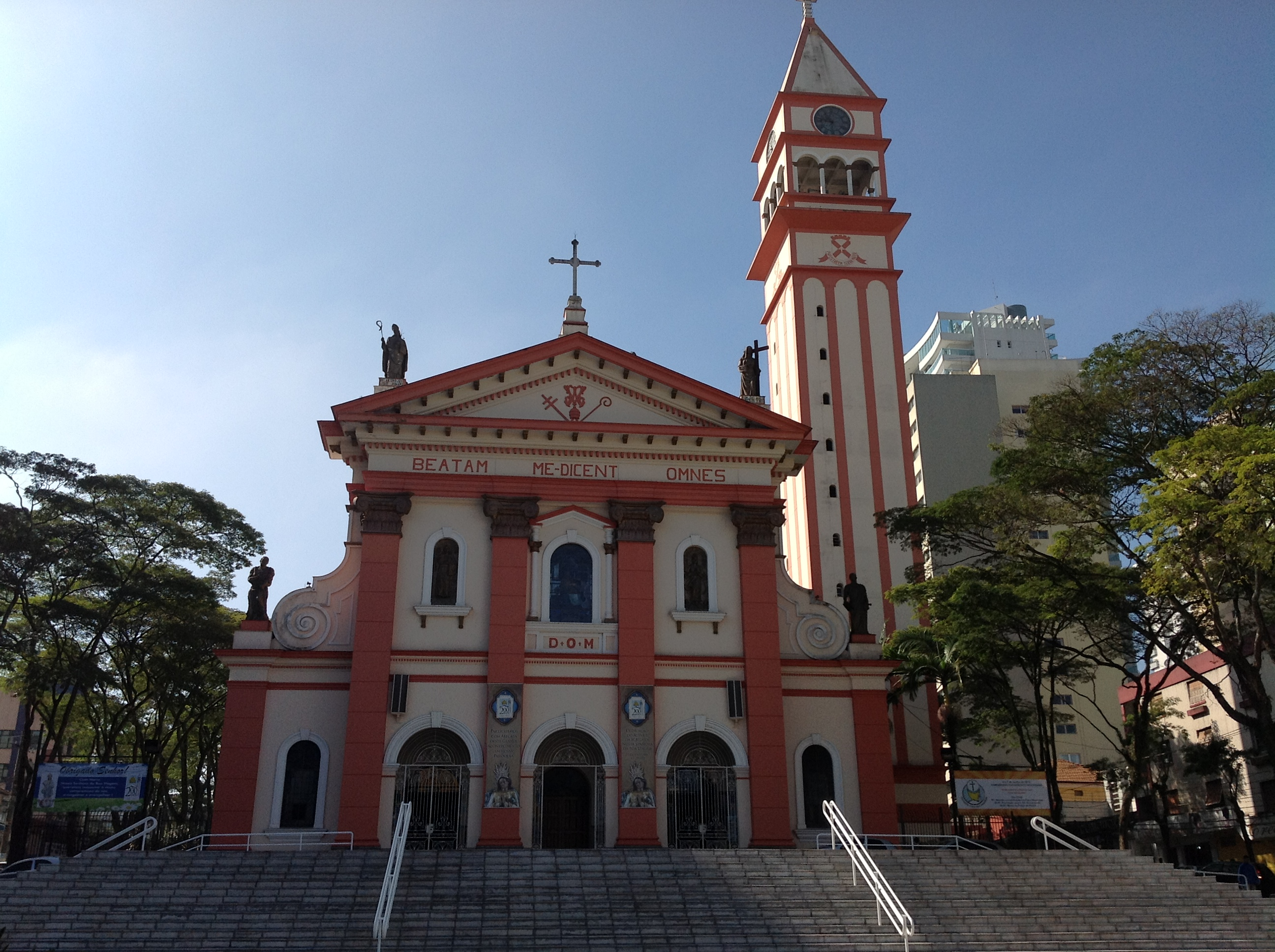
Basílica menor de Nuestra Señora del Buen Viaje, São Bernardo do Campo

La diócesis tiene 825 km² y extiende su jurisdicción sobre los fieles católicos de rito latino residentes en 7 municipios del estado de São Paulo: Santo André, São Bernardo do Campo, São Caetano do Sul, Diadema, Mauá, Ribeirão Pires y Rio Grande da Serra.
La sede de la diócesis se encuentra en la ciudad de Santo André, en donde se halla la Catedral de Nuestra Señora del Carmen. En São Bernardo do Campo se encuentra la basílica menor de Nuestra Señora del Buen Viaje.
En 2020 en la diócesis existían 104 parroquias agrupadas en 10 regiones pastorales.

## Historia
La diócesis fue erigida el 18 de julio de 1954 con la bula Archidioecesis Sancti Pauli del papa Pío XII, obteniendo el territorio de la arquidiócesis de San Pablo.

## Estadísticas
De acuerdo al Anuario Pontificio 2021 la diócesis tenía a fines de 2020 un total de 2 518 200 fieles bautizados.
| Año                                                                             | Población            | Población | Población      | Sacerdotes | Sacerdotes    | Sacerdotes    | Bautizados por sacerdote | Diáconos permanentes | Religiosos | Religiosos | Parroquias |
| Año                                                                             | Bautizados católicos | Total     | % de católicos | Total      | Clero secular | Clero regular | Bautizados por sacerdote | Diáconos permanentes | Varones    | Mujeres    | Parroquias |
| ------------------------------------------------------------------------------- | -------------------- | --------- | -------------- | ---------- | ------------- | ------------- | ------------------------ | -------------------- | ---------- | ---------- | ---------- |
| 1966                                                                            | 900 000              | 950 000   | 94.7           | 86         | 55            | 31            | 10 465                   |                      | 35         | 61         | 51         |
| 1968                                                                            | 1 300 000            | 1 500 000 | 86.7           | 97         | 61            | 36            | 13 402                   |                      | 41         | 120        | 61         |
| 1976                                                                            | 1 500 000            | 1 800 000 | 83.3           | 73         | 52            | 21            | 20 547                   | 5                    | 23         | 131        | 74         |
| 1980                                                                            | 1 169 000            | 1 403 000 | 83.3           | 86         | 49            | 37            | 13 593                   | 7                    | 88         | 164        | 71         |
| 1990                                                                            | 2 161 600            | 2 727 700 | 79.2           | 102        | 62            | 40            | 21 192                   | 7                    | 69         | 160        | 80         |
| 1999                                                                            | 2 124 000            | 3 130 000 | 67.9           | 121        | 73            | 48            | 17 553                   | 6                    | 92         | 155        | 84         |
| 2000                                                                            | 2 100 000            | 2 800 000 | 75.0           | 118        | 74            | 44            | 17 796                   | 6                    | 103        | 135        | 86         |
| 2001                                                                            | 2 100 000            | 2 274 705 | 92.3           | 113        | 72            | 41            | 18 584                   | 6                    | 116        | 156        | 87         |
| 2002                                                                            | 2 102 100            | 2 359 467 | 89.1           | 117        | 77            | 40            | 17 966                   | 6                    | 104        | 141        | 88         |
| 2003                                                                            | 2 102 100            | 2 317 631 | 90.7           | 120        | 80            | 40            | 17 517                   | 6                    | 111        | 156        | 88         |
| 2004                                                                            | 2 102 100            | 2 354 722 | 89.3           | 123        | 82            | 41            | 17 090                   | 6                    | 112        | 135        | 88         |
| 2010                                                                            | 2 302 000            | 2 577 714 | 89.3           | 156        | 94            | 62            | 14 756                   | 18                   | 117        | 115        | 97         |
| 2014                                                                            | 2 415 000            | 2 704 000 | 89.3           | 160        | 98            | 62            | 15 093                   | 28                   | 94         | 99         | 98         |
| 2017                                                                            | 2 470 610            | 2 736 865 | 90.3           | 164        | 101           | 63            | 15 064                   | 29                   | 112        | 138        | 100        |
| 2020                                                                            | 2 518 200            | 2 789 871 | 90.3           | 159        | 102           | 57            | 15 837                   | 30                   | 103        | 81         | 104        |
| Fuente: Catholic-Hierarchy, que a su vez toma los datos del Anuario Pontificio. |                      |           |                |            |               |               |                          |                      |            |            |            |

## Episcopologio
- Jorge Marcos de Oliveira † (26 de julio de 1954-29 de diciembre de 1975 renunció)
- Cláudio Hummes, O.F.M. (29 de diciembre de 1975 por sucesión-29 de mayo de 1996 nombrado arzobispo de Fortaleza)
- Décio Pereira † (21 de mayo de 1997-5 de febrero de 2003 falleció)
- José Nelson Westrupp, S.C.I. (1 de octubre de 2003-27 de mayo de 2015 retirado)
- Pedro Carlos Cipolini, desde el 27 de mayo de 2015